# Evaluaciones de desempeño ambiental de la CEPE-ONU
El programa de evaluación del desempeño ambiental (EDA, o EPR por sus siglas en inglés) de la CEPE-ONU es un proceso de evaluación de los progresos realizados por un país en la mejora de sus políticas ambientales. Los EPR se realizan bajo los auspicios del Comité de Política Ambiental de la Comisión Económica de las Naciones Unidas para Europa (CEPE-ONU).

## Objetivo
Las EDA proporcionan a los países una evaluación externa e independiente de la forma en que manejan el proceso de reducción de la contaminación, la gestión de sus recursos naturales y la protección de la naturaleza y el medio ambiente. Las EDA también permiten evaluar los progresos realizados por los gobiernos en el cumplimiento de sus compromisos internacionales en materia de medio ambiente y desarrollo sostenible tales como los Objetivos de Desarrollo Sostenible.

## Historia
El Programa sobre evaluaciones de desempeño ambiental de la CEPE-ONU se inspiró en un programa hermano creado por la Organización para la Cooperación y el Desarrollo Económicos (OCDE) para sus Estados miembros en 1991. En 1993, durante la segunda Conferencia Ministerial “Medio Ambiente para Europa". celebrada en Lucerna, Suiza, se encargó a la CEPE-ONU la ejecución de un programa EDA para aquellos de sus Estados miembros que no estuvieran cubiertos por el Programa de EDA de la OCDE. Por esa razón, los programas EDA de la CEPE-ONU se dirigen hacia los países de Europa Oriental, Cáucaso, Asia Central y Europa Sudoriental, conocidos como países con economías en transición.
El primer ciclo de las EDA estableció las condiciones de base en relación con el estado del medio ambiente y las políticas ambientales nacionales. El segundo ciclo examinó la ejecución y financiación de las políticas ambientales, la integración de los aspectos medioambientales en los sectores económicos, y la promoción del desarrollo sostenible. En la actualidad, casi todos los países miembros de la CEPE-ONU que reúnen las condiciones necesarias han sido examinados en dos ocasiones. 
El tercer ciclo de revisión se inició en la séptima Conferencia Ministerial "Medio Ambiente para Europa" (Astaná, Kazajistán, 2011). Se centra en la gobernanza ambiental y economía verde. También analiza la cooperación de los países con la comunidad internacional y la integración ambiental en los sectores prioritarios.

## Temas para la EDA
El país que solicita un EDA selecciona los temas que desea someter a examen. Los EDA cubren temas horizontales como la legislación y el desarrollo de políticas, su cumplimiento y ejecución, uso de instrumentos económicos para la protección ambiental o información y educación ambientales. Se abordan en detalle las cuestiones de la gestión del agua, la protección del aire, gestión de residuos, la biodiversidad y las áreas protegidas, y la integración de consideraciones ambientales en los sectores seleccionados, tales como agricultura, energía, silvicultura, industria, transporte o salud. Los temas transversales, como la vigilancia del medio ambiente y el cambio climático, también se abordan en las EDA.

## EL proceso de Evaluación de desempeño ambiental
La EDA es un ejercicio voluntario que se realiza únicamente a petición de un país. Una vez recibida la solicitud, la secretaría de la CEPE-ONU organiza una misión preparatoria al país en cuestión durante la cual se acuerda la estructura de la revisión.
Una vez finalizadas las actividades preparatorias, los expertos internacionales inician la misión de examen en el país, donde se reúnen con representantes gubernamentales nacionales y locales, organizaciones internacionales, grupos de la sociedad civil y el sector privado para alcanzar un conocimiento profundo de cuestiones ambientales específicas. Los expertos internacionales son proporcionados por gobiernos y organizaciones internacionales, como la OCDE, el Programa de las Naciones Unidas para el Medio Ambiente (PNUMA), la Comisión Económica de las Naciones Unidas para África (CEPA), el Programa de las Naciones Unidas para el Desarrollo (PNUD), la Estrategia Internacional de las Naciones Unidas para la Reducción de Desastres (EIRD) , la Oficina de las Naciones Unidas para la Coordinación de Asuntos Humanitarios (OCHA), la Agencia Europea de Medio Ambiente (AEMA), la Organización Mundial de la Salud (OMS) y el Banco Mundial (BM). Al final de la misión de examen, los expertos preparan los diferentes capítulos que conformarán un borrador de informe sobre EDA.
EL grupo de expertos sobre EDA, que está formado por representantes de 10 países miembros de la CEPE-ONU elegidos por un periodo de 3 años, revisa el primer borrador de informe. Durante la revisión, los miembros del Grupo de Expertos discuten el borrador de informe EDA, y en particular sus conclusiones y recomendaciones. Una delegación del país sometido a examen participa en la reunión e interactúa con el grupo de expertos. Al final de la revisión, se modifica el informe según sea necesario y se presenta al Comité de Política ambiental para la revisión por pares.
Los países miembros de la CEPE-ONU junto con una delegación de alto nivel del país que se somete a revisión, discuten y revisan las recomendaciones del informe EDA durante la sesión anual del Comité sobre Política Ambiental. El Comité adopta las recomendaciones del informe EDA y el país se compromete a aplicarlas. 
Se finaliza el informe y se publica. Se suele organizar un evento de lanzamiento oficial de la publicación EDA en el país analizado. Normalmente, el evento de lanzamiento va acompañado de una conferencia de prensa con representación gubernamental de alto nivel.
Cuando un EDA se lleva a cabo en el país por segunda o tercera vez, los funcionarios gubernamentales suelen preparar una autoevaluación de la aplicación de las recomendaciones de la revisión anterior. Los resultados de la autoevaluación son revisados por el equipo de expertos internacionales y se incorporan en el informe EDA.

## Países revisados
Lista de países analizados .
Durante el periodo 2012-2013, el programa de EDA de la CEPE-ONU asumió por primera vez, la revisión de un país no perteneciente a la CEPE-ONU, Marruecos. La EDA de Marruecos se llevó a cabo en cooperación de la Comisión Económica de las Naciones Unidas para África (CEA-ONU), con el objetivo de facilitar la transferencia de la metodología EDA y el conocimiento entre la CEPE-ONU y la CEA. En 2017, el Programa EPR de la CEPE llevó a cabo una revisión de otro país no perteneciente a la CEPE: Mongolia. El examen se llevó a cabo en cooperación con la Comisión Económica y Social de las Naciones Unidas para Asia y el Pacífico.

## Valor práctico de las EDA
Al proporcionar recomendaciones concretas y específicas para el país analizado, el informe EDA les ayuda a conciliar el desarrollo económico y social con la protección del medio ambiente.
A diferencia de lo que ocurre con los tratados internacionales ratificados por el país, éstos no están obligados legalmente a aplicar las recomendaciones del EDA. A pesar de ello, los gobiernos hacen serios esfuerzos para aplicarlas. La tasa media de aplicación de las recomendaciones del EDA se sitúa alrededor del 75 por ciento.
Las medidas concretas que se han implementado como resultado de las EDA incluyen el fortalecimiento de las instituciones ambientales y la gobernanza, la adopción de nuevas leyes y documentos de política, la introducción de instrumentos económicos para la protección del medio ambiente, una mejor integración de las consideraciones ambientales en las políticas sectoriales, y el aumento de los gastos gubernamentales para la protección ambiental entre otras medidas.

## EDA y la agenda global
Desde 2017, los EPR incluyen la revisión de objetivos y metas relevantes de la Agenda 2030 para el Desarrollo Sostenible y brindan recomendaciones a los países sobre el logro de los ODS).